# Матео Санабрія
Матео Санабрія (ісп. Mateo Sanabria, нар. 31 березня 2004, Ломас-де-Самора) — аргентинський футболіст, нападник еміратського клубу «Аль-Айн».

## Клубна кар'єра
Народився 31 березня 2004 року в місті Ломас-де-Самора. Вихованець футбольної школи клубу «Ланус». Дорослу футбольну кар'єру розпочав 2022 року в основній команді того ж клубу, в якій провів два сезони, взявши участь в 11 матчах чемпіонату.
У серпні 2023 року його віддали в оренду до клубу «Сентраль Кордова», де провів один рік, після чого повернувся у «Ланус», за який зіграв ще 4 матчі і забив 1 гол.
У серпні 2024 року перейшов до еміратського клубу «Аль-Айн». Станом на 22 червня 2025 року відіграв за еміратську команду 21 матч в національному чемпіонаті.

## Виступи за збірну
2022 року залучався до складу молодіжної збірної Аргентини. На молодіжному рівні зіграв у 9 офіційних матчах.

## Статистика виступів

### Статистика клубних виступів
Станом на 2 квітня 2024
| Сезон             | Команда            | Чемпіонат         | Чемпіонат | Чемпіонат | Національний кубок | Національний кубок | Національний кубок | Континентальні кубки | Континентальні кубки | Континентальні кубки | Інші змагання | Інші змагання | Інші змагання | Усього | Усього | Усього |
| Сезон             | Команда            | Ліга              | Ігор      | Голів     | Ліга               | Ігор               | Голів              | Ліга                 | Ігор                 | Голів                | Ліга          | Ігор          | Голів         | Ігор   | Голів  |        |
| ----------------- | ------------------ | ----------------- | --------- | --------- | ------------------ | ------------------ | ------------------ | -------------------- | -------------------- | -------------------- | ------------- | ------------- | ------------- | ------ | ------ | ------ |
| 2022              | «Ланус»            | ПД                | 9         | 1         | КА+КЛ              | 1+10               | 0                  | СА                   | 2                    | 0                    |               | -             | -             | 22     | 1      |        |
| 2023              | «Ланус»            | ПД                | 2         | 0         | КА                 | 1                  | 0                  |                      | -                    | -                    |               | -             | -             | 3      | 0      |        |
| 2023              | «Сентраль Кордова» | ПД                | -         | -         | КА+КЛ              | 0+11               | 3                  |                      | -                    | -                    |               | -             | -             | 11     | 3      |        |
| 2024              | «Сентраль Кордова» | ПД                | 0         | 0         | КА+КЛ              | 0+10               | 0                  |                      | -                    | -                    |               | -             | -             | 10     | 0      |        |
| Усього за кар'єру | Усього за кар'єру  | Усього за кар'єру | 11        | 1         |                    | 33                 | 3                  |                      | 2                    | 0                    |               | -             | -             | 46     | 4      |        |